# オーギュスト・ペリエ
オーギュスト・ペリエ（Auguste Périer、1883年3月22日 - 1947年10月26日）は、フランスのクラリネット奏者。

## 略歴
リュネルの出身。1900年にパリ音楽院に入学してシャルル・トゥルバンにクラリネットを師事。1904年にガストン・アムランと共にプルミエ・プリを取得して音楽院を卒業し、オペラ-コミックの首席奏者となった。1919年に母校のパリ音楽院の教授に就任し、ジャック・ランスロやユリス・ドレクリューズらを育てた。